# Кривальчук, Иван Анатольевич
Ива́н Анато́льевич Кривальчу́к (укр. Іван Анатолійович Кривальчук; Борщовка) — украинский военнослужащий, старший солдат, участник российско-украинской войны. Герой Украины (2025).

## Биография
Родился в селе Борщовка Ковельского района Волынской области. Окончил Луцкое училище строительства и архитектуры.
В октябре 2009 года был призван на срочную службу. В 2015–2016 годах принимал активное участие в АТО на востоке Украины.
С началом полномасштабного российского вторжения в 2022 году вернулся на службу в Государственную пограничную службу Украины, служит в составе Луцкого пограничного отряда.
В 2023 году выполнял боевые задачи на Волновахском направлении. С января 2024 года оборонял позиции возле села Новомихайловка на Марьинском направлении.
Во время одного из боёв, несмотря на ранение и периодическую потерю сознания, вёл огонь и удерживал позиции. Уничтожил значительное количество вражеской силы и техники, а также эвакуировал раненых товарищей из почти окружённой позиции, спасая им жизнь.
В бою получил тяжёлое ранение головы и на начало 2025 года проходит лечение и реабилитацию.

## Награды
- Звание «Герой Украины» с удостоением ордена «Золотая Звезда» (20 января 2025) — за личное мужество и героизм, проявленные в защите государственного суверенитета и территориальной целостности Украины, верность военной присяге[1].